# Jiří Lederer (politik)
Jiří Lederer (23. května 1924–2001) byl český a československý politik a poúnorový bezpartijní poslanec Národního shromáždění ČSR.

## Biografie
Ve volbách roku 1954 byl zvolen do Národního shromáždění ve volebním obvodu Ústí nad Labem jako bezpartijní poslanec. V Národním shromáždění zasedal do konce jeho funkčního období, tedy do voleb v roce 1960. K roku 1954 se profesně uvádí jako pracovník Výzkumného ústavu strojního skla v Řetenicích.